# 聖安東尼奧德安塔帕爾科區
聖安東尼奧德安塔帕爾科區（西班牙語：Distrito de San Antonio de Antaparco），是秘魯的一個區，位於該國中南部萬卡韋利卡大區的安拉賴斯省，始建於1954年4月7日，面積33.42平方公里，海拔高度2,771米，2005年人口855，人口密度每平方公里26人。